# アンティコスティ島

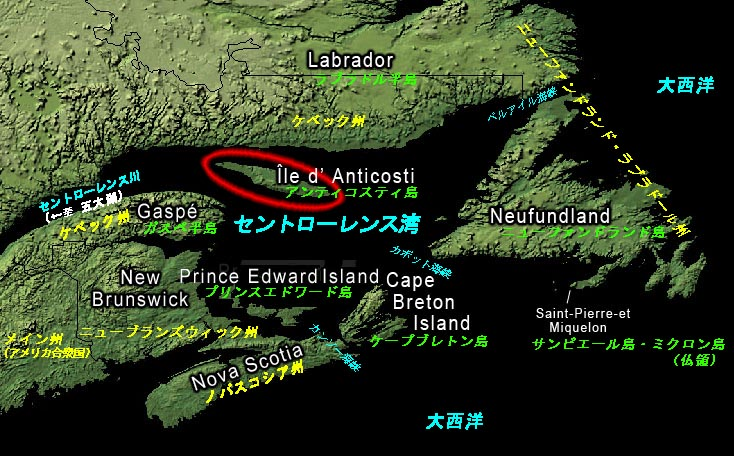
アンティコスティ島の位置

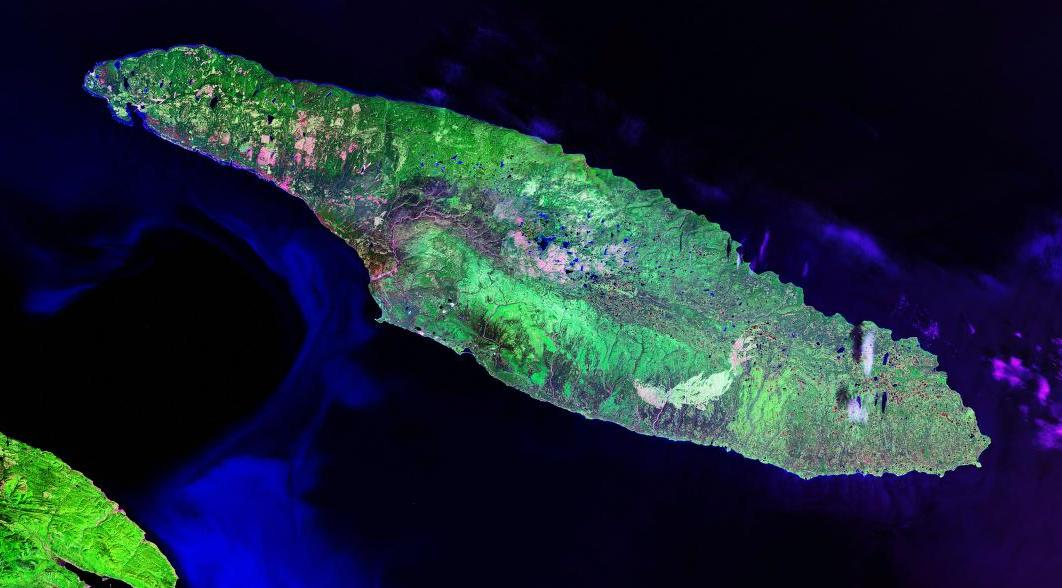
アンティコスティ島の衛星写真

アンティコスティ島（仏語：Île d'Anticosti）はセントローレンス湾北部、セントローレンス川河口に位置する島。カナダのケベック州に属する。面積7,941km2。人口218人（2016年）で、大部分は西部の町のポート・ムニエ（Port-Menier）に住む。島は森林に覆われている。
行政的には、ケベック州コート・ノール地域マンガニ郡に属する地方自治体である。

## 歴史
アンティコスティ島は数千年間、大陸本土に住む先住民の狩猟場として使われていた。この島をインヌ人(w:innu)はNotiskuan（熊狩りの場所の意）と呼び、ミクマク人からはNatigostec（前の土地の意）と呼ばれていた。
1534年夏にフランスの探検家、ジャック・カルティエが島の岸に沿って航海を行い、その土地をAssomptionと命名した。その後1600年代前半までにフランスの領有が確定した。1680年にルイ14世は探検家のルイ・ジョリエ（w:Louis Jolliet）にアンティコスティ島と、その北にあるミンガン諸島を与えた。翌年ジョリエはアンティコスティ島に砦を建設し、妻と4人の子供と6人の使用人を連れて入植した。
1763年にパリ条約によってケベックがイギリス領になると、島の所有権がジョリエの子孫から離れた。その後何度か所有者が変わったが、1895年にフランスのチョコレート会社社長のアンリ・ムニエが購入した。彼は魚とロブスターの缶詰工場を島に作ったり、材木、泥炭、鉱物などの資源開発をした。1913年にアンリ・ムニエが他界すると、兄弟のガストンが所有者になったが、島の経営がうまくいかなかったため1926年に製紙会社に島の所有権を売却した。1974年にケベック州政府が島を購入した。

## 世界遺産
この島には古代の浅い熱帯海の海底に棲んでいた貝類などの海洋生物の化石と層序記録があり、それは4億4700万〜4億3700万年前の最初の動物の大量絶滅（オルドビス紀とシルル紀の間のO-S境界）の保存状態が最も良い古生物学の記録であるため、島の総面積の14%は2023年の国際連合教育科学文化機関 (UNESCO) の世界遺産リストに登録された。

### 登録基準
この世界遺産は世界遺産登録基準のうち、以下の条件を満たし、登録された（以下の基準は世界遺産センター公表の登録基準からの翻訳、引用である）。
- (8) 地球の歴史上の主要な段階を示す顕著な見本であるもの。これには生物の記録、地形の発達における重要な地学的進行過程、重要な地形的特性、自然地理的特性などが含まれる。